# Villavedón
Villavedón es una localidad Entidad Local Menor situada en la provincia de Burgos, comunidad autónoma de Castilla y León (España), comarca de Odra-Pisuerga, ayuntamiento de Villadiego. Cuenta con una población de  habitantes (INE ). Su alcalde pedáneo es Fidel Bustillo Andrés, del Partido Popular.

## Geografía
Situado al oeste y cerca de Palazuelos de Villadiego, a 13,6 km al norte de la capital del municipio, Villadiego, en la carretera local BU-V-6231, que comunica Sandoval de la Reina con Congosto. Está en la vertiente sur de Peña Amaya. Bañado por el río Odra.

## Toponimia
El nombre procede de 'Villa de Vidione'.
En el Libro Becerro de las Behetrías de Castilla (1352), se le denomina como Villa Vedón.
El barrio de Barriosuso significa 'Barrio de Arriba'.

## Historia

### Prehistoria
En el término del El Ribazo se han hallado restos de útiles de sílex, sin poder hacer una atribución cultural del yacimiento.

### Época Romana
El territorio de Villavedón estaba en un ángulo muerto de las principales vías romanas: la vía I de Italia a Hispania, que discurría por el sur Sasamón, y otra secundaria que llevaba a Amaya. Por este motivo, el asentamiento romano Altoimperial del yacimiento de La Tejera presenta una escasa entidad, al igual que los demás del ámbito municipal de Villadiego. Fue un asentamiento habitado tipo villae, ocupando zona de vega, en la primera terraza sobre el río Odra en su margen izquierda. Se han encontrado tégulas, ímbrex y bloques de caliza, junto con cerámicas de cronología romana TSH (terra sigillata) y cerámica de uso común. El yacimiento ha sido expoliado por clandestinos.
La memoria sobre las excavaciones en Amaya de Romualdo Moro, fechada en 1891, contiene una referencia a una piedra dintel, probablemente de la puerta de entrada al castillo de la Peña, según aseguraba el vendedor. Indica que dicha piedra dintel se empleó en una casa que se hizo en el pueblo de Villavedón, labrando las tallas que tenía en relieve para su mejor asiento constructivo. Parece ser que tenía una talla, en el centro de la cual había un caballo con jinete a escape y debajo una larga inscripción; todo ello se perdió. Luciano Huidobro Serna y luego Abásolo, indican que el monumento tenía un relieve donde aparecía César Augusto, vencedor de los Cántabros, como lo indicaba una inscripción. El monumento de procedencia fue, según oyó decir Luciano Huidobro a personas que lo conocieron en Amaya, desmontando y llevados sus materiales como piedra para edificar una casa en Villavedón.

### Edad Media
La primera referencia documental al pueblo de Villavedón conocida data del 2 de junio de 1184, cuando Pedro de Arias, prior del Hospital de San Juan de Jerusalén cede a Pedro Rodríguez y a su mujer doña Urraca todo lo que pertenecía a la orden en el territorio de Treviño, incluyendo Villavedón.
En 1352 era lugar de behetría, tal como recoge el Libro Becerro de las Behetrías, siendo su señor natural Lope Díaz de Rojas. Pertenecía a la merindad de Villadiego
Villavedón, junto con Barriosuso era, de acuerdo con el Censo de Floridablanca de 1787,  un lugar que formaba parte de la Cuadrilla de Sandoval en el Partido de Villadiego, uno de los catorce que formaban la Intendencia de Burgos; constaba como jurisdicción de señorío secular, siendo su titular el Duque de Frías que nombraba alcalde pedáneo a propuesta del Adelantado.
Antiguo municipio de Castilla la Vieja en el partido de Villadiego.
En el siglo XVI tenía 48 vecinos y dos pilas (dos parroquias), repartidos en treinta vecinos y una parroquia para Villavedón y dieciocho vecinos y una parroquia para Barriosuso o Barresuso.

### Edad Moderna
En el censo de la matrícula catastral contaba con 18 hogares y 65 vecinos.
Entre el censo de 1857 y el anterior, crece el término del municipio porque incorpora a Rioparaíso y Palazuelos de Villadiego.
Madoz lo describe a mediados del siglo XIX como un lugar cabeza de ayuntamiento que forma con Palazuelos y Ríoparaiso, en la provincia, audiencia territorial, capitanía general y diócesis de Burgos. Partido judicial de Villadiego. Situado en la llanura de Campos, bajo las peñas de Los Ordejones. Clima frío. Tiene 50 casas, escuela de instrucción primaria, iglesia parroquial de San Martín servida por un cura párroco. Confina, al norte con Palazuelos y Rioparaiso, al este con Villusto, al sur con Sandoval y Sotresgudo, y al oeste con Amaya. En Villavedón se encuentra el lugar de Barriosuso, que no tiene más que la iglesia. El terreno es llano. Clima frío. Le fertiliza el río Odra. Le cruzan varios caminos locales. Produce cereales y legumbres. Cría ganado lanar y vacuno. Población 40 vecinos, con 450 habitantes.
En 1886 contaba con un molino harinero y un herrero. Tenía 417 habitantes.
En 1972 este municipio desaparece porque se integra en el municipio de Villadiego. Contaba entonces con 70 hogares y 285 vecinos.

## Patrimonio
Iglesia de San Martín Obispo De traza gótica. Alberga una pila bautismal románica de 90,5 cm de alto y 103 cm de diámetro. Tiene dos naves de cabecera cuadrada y contrafuertes en esquina (siglo XVI la más antigua y siglo XVIII la más tardía). El cuerpo más bajo de la torre es más primitivo (siglo XV-XVI) que el resto, que es barroco (siglo XVIII). Pórtico lateral. En el paramento sur el arraque procede de fábricas más antiguas.
Puente sobre el río Odra A pocos metros río abajo de la confluencia con el arroyo del Val. La plataforma se asienta sobre un enlosado de grandes lajas, conservadas parcialmente. Tres pilares con tajamares de sección triangular. Dos de los sillares de los tajamares tienen grabadas cruces.  El puente está dañado por sucesivas reconstrucciones y daños por riadas.

## Demografía
| Gráfica de evolución demográfica de Villavedón entre 1842 y 1970 |
| |
| Población de derecho según los censos de población del INE Población de hecho según los censos de población del INEEntre el censo de 1857 y el anterior, crece el término del municipio porque incorpora a Rioparaíso y Palazuelos de Villadiego Entre el censo de 1981 y el anterior, este municipio desaparece porque se integra en el municipio Villadiego |

### Despoblados
Barriosuso Aparece citado en 1515 entre los préstamos despoblados del obispado de Burgos. A mediados del siglo XIX Madoz afirma que solo quedaba la iglesia, cuya piedra, según la tradición popular, se usó en la construcción del puente de Sandoval de la Reina. Presenta abundantes restos constructivos. Parece ser que tuvo una fragua por el hallazgo de escorias al sur del despoblado.
Santa Lucía Los vecinos ubican aquí el despoblado y ermita de Santa Lucía. Aparecieron restos durante laboreo agrícola. El yacimiento se localiza en la cima y laderas de una loma. Se han identificado en esta zona materiales constructivos y cerámica a torno.

## Cultura
Fiestas
11 de noviembre: festividad de San Martín, patrón de Villavedón.
Mes de agosto: fiesta del veraneante.
Coto de cazaNúmero BU-10755. Constituido el 13/12/1991. Superficie 2.477,95 ha.
Cursos de agua cangrejerosActualmente el cangrejo autóctono, Austrapotamobius pallipes, está al borde de la extinción.

## Personas destacadas
- Eugenio Andrés Amo[19] (1862-1936), religioso terciaro dominico y sacristán, beatificado, junto con otros 498 Víctimas de la persecución religiosa durante la guerra civil española, el 28 de octubre de 2007 en Roma[20][21]
- Augusto Andrés Ortega (Villavedón, Burgos, 1904 - Zafra, Badajoz, 1983). Fue uno de los pioneros de la renovación de la teología española del siglo XX.[22][23]